# 아이언맨 2
《아이언맨 2》(영어: Iron Man 2)는 2010년에 개봉한 잉글랜드 만화책 회사인 마블 코믹스의 캐릭터 아이언맨을 원작으로 하여 만들어진 슈퍼 히어로 액션 영화 아이언맨의 후속작이다. 마블 시네마틱 유니버스의 세번째 영화이기도 하다.
억만장자 사업가이자 천재 공학자인 토니 스타크가 아이언맨이라 불리는 슈트를 만들고 난 이후의 시나리오로서 토니 스타크와 미국 공군 중령인 제임스 로드가 힘을 합쳐 평화를 지키기 위해 노력하는 이야기이다.

## 줄거리
천재 공학자이자 억만장자 사업가인 '토니 스타크'는 군수품 제조업체인 '스타크 인더스트리'의 CEO 자리를 자신의 비서인 페퍼 포츠에게 위임하고 그 자신은 모나코의 F1 그랑프리에 출전하게 된다. 도중 스타크 가문에 원한을 품은 러시아인 이반 반코에게 기습을 받은 토니 스타크는 구사일생으로 목숨을 구하게 된다. 그러나 사람들이 무적이라 생각하던 아이언맨이 이반을 상대로 고전하는데다가 그가 팔라듐 중독으로 점점 외도를 타게 되자, 사람들은 세계 평화를 이룩하겠다던 토니에게 의구심을 품게 된다.

## 배역
- 로버트 다우니 주니어 - 토니 스타크 / 아이언맨 역

스타크 인더스트리의 2대 총수이자 아이언맨. 회사 경영보다 개인생활을 더 좋아한 탓에 자신의 회사를 페퍼 포츠에게 떠넘긴다.
- 귀네스 팰트로 - 페퍼 포츠 역

토니 스타크의 비서이자 연인. 토니 스타크가 경영일선에서 물러나자 토니 스타크를 대신하여 회사를 경영하게 된다.
- 미키 루크 - 이반 반코 역

하워드 스타크와 같이 아크 리엑터 프로젝트에 참여했던 과학자의 아들. 아버지가 야심을 드러낸 탓에 프로젝트에서 쫓겨나서 무일푼으로 생을 마감한 것에 앙심을 품어 스타크 가문과 원수가 되었다.
- 스칼릿 요한슨 - 나타샤 로마노바 / 블랙 위도우 역

스타크 인더스트리의 법률팀으로 토니 스타크에게 접근했지만 진짜 정체는 S.H.I.E.L.D. 요원으로 토니 스타크를 감시하는 것이었다.
- 돈 치들 - 제임스 로드 / 워 머신 역

토니 스타크의 오랜 친구. 미국 공군 중령으로 아이언맨 마크 2의 개량형인 워 머신의 파일럿이다.
- 샘 록웰 - 저스틴 해머 역

스타크 인더스트리의 경쟁사인 해머 인더스트리의 총수.
- 새뮤얼 L. 잭슨 - 닉 퓨리 역

S.H.I.E.L.D. 국장.
- 클라크 그레그 - 필 콜슨 역

S.H.I.E.L.D. 요원.
- 존 슬래터리 - 하워드 스타크 역

스타크 인더스트리의 창업주이자 토니 스타크의 아버지.
- 존 패브로 - 해피 호건 역

토니 스타크의 부하 직원.
- 폴 베타니 - 자비스 역

- 게리 샌드링 - 스턴 역

미국 상원의원으로 청문회에서 토니 스타크에게 아이언맨 슈트를 국가에 헌납하라고 요구한다.
- 레슬리 비브 - 크리스틴 에버하트 역

- 케이트 마라 - 연방 보안관 역

- 올리비아 먼 - 체스 로버츠 역
- 일론 머스크 - 본인 역

- 크리스티안 아만포 - 본인 역

- 빌 오라일리 - 본인 역

- 애덤 골드스타인 - 본인 역

- 스탠 리 - 본인 역

토니 스타크가 래리 킹으로 착각한다.

## 영화에 등장하는 슈트
- Mk.4

MK.3에서 소소하게 업그레이드 되었다. 외형은 크게 변하지 않았으며 대표적인 추가기능으로는 슈트 탈착시 사용자가 고통을 느끼지 않으며 슈트 착용중에도 소변을 볼 수 있고 그것을 정화해 마실수 있다.
- Mk.5

최초로 휴대가 가능한 가방형 슈트. 비행이 불가능하고, 내구도가 대폭 줄어들었다.
- Mk.6

가슴의 리액터 모양이 삼각형으로 바뀌고 공격기능이 향상된 슈트. 레이저, 유도탄 같은 디능이 추가됨. 어벤져스 1편의 초중반까지 토니 스타크의 메인 슈트이다.
- 워 머신 Mk.1

Mk 2의 개량형. 해머 인더스트리에서 제작한다.

## 한국어 더빙 성우진(KBS)
- 홍시호 - 토니 스타크 / 아이언맨 (로버트 다우니 주니어)
- 김지혜 - 페퍼 포츠 (귀네스 팰트로)
- 양석정 - 저스틴 해머 (샘 록웰)
- 이정구 - 이반 반코 (미키 루크)
- 이선 - 나타샤 로마노바 / 블랙 위도우 (스칼릿 요한슨)
- 윤세웅 - 제임스 로드 / 워 머신 (돈 치들)
- 유해무 - 닉 퓨리 (새뮤얼 L. 잭슨)
- 박영재 - 해피 호건 (존 패브로) / 필 콜슨 (클라크 그레그)
- 김태영 - 자비스 (폴 베타니)
- 이호인 - 스턴 (게리 샌드링) / 하워드 스타크 (존 슬래터리)
- 박희은 - 크리스틴 에버하트 (레슬리 비브)
- 신송이 - 브르넷 / 연방 보안관 (케이트 마라)

## 제작 과정

### 특수 효과
트랜스포머의 그래픽팀이 참여하였다.

### 기타
- 전작인 아이언맨에서 제임스 로드 역으로 출연했던 테런스 하워드가 개런티의 문제로 아이언맨 제작팀과 마찰을 빚은 이후 하차되었고 이후 돈 치들로 대체되었다.
- 작중에는 오라클이 유난히 많이 등장하는데, 이는 오라클이 나아가려는 방향과 아이언맨 2의 분위기 등이 일치했기 때문에 오라클이 스폰서로 적극적으로 나섰기 때문이다.
- 작중에 LG전자의 로고와 제품이 많이 등장하는데, LG전자가 공동 마케팅을 진행했기 때문이다.